# Liste der Senatoren der Vereinigten Staaten aus Texas
Die Liste der Senatoren der Vereinigten Staaten aus Texas führt alle Personen auf, die jemals für diesen Bundesstaat dem US-Senat angehörten, nach den Senatsklassen sortiert. Dabei zeigt eine Klasse, wann dieser Senator wiedergewählt wird. Die Wahlen der Senatoren der class 1 fanden im Jahr 2024 statt, die Senatoren der class 2 wurden zuletzt im November 2020 wiedergewählt.

## Klasse 1

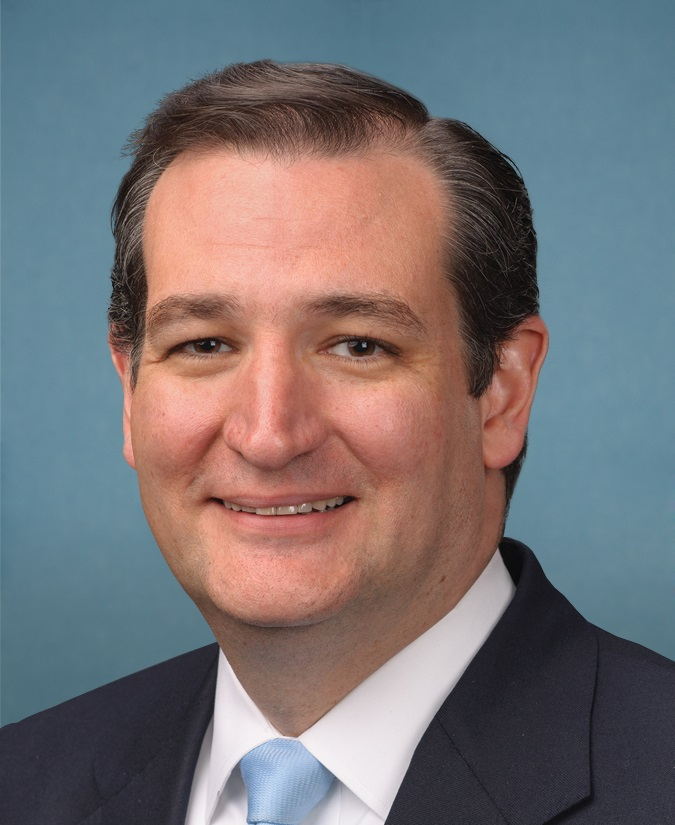
Ted Cruz

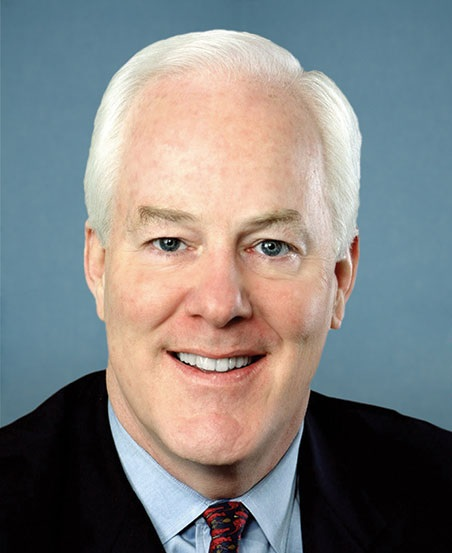
John Cornyn

Texas ist seit dem 29. Dezember 1845 US-Bundesstaat und hatte bis heute 19 Senatoren der class 1 im Kongress. Während des Sezessionskrieges stellte Texas keinen Senator.
| Name                         | Amtszeit  | Partei       | Lebensdaten                            |
| ---------------------------- | --------- | ------------ | -------------------------------------- |
| Thomas Jefferson Rusk        | 1846–1857 | Demokrat     | 5. Dezember 1803 – 29. Juli 1857       |
| James Pinckney Henderson     | 1857–1858 | Demokrat     | 31. März 1808 – 4. Juni 1858           |
| Matthias Ward                | 1858–1859 | Demokrat     | 13. Oktober 1805 – 5. Oktober 1861     |
| Louis Trezevant Wigfall      | 1859–1861 | Demokrat     | 21. April 1816 – 18. Februar 1874      |
| vakant                       |           |              |                                        |
| James Winright Flanagan      | 1870–1875 | Republikaner | 5. September 1805 – 19. September 1887 |
| Samuel Bell Maxey            | 1875–1887 | Demokrat     | 30. März 1825 – 16. August 1895        |
| John Henninger Reagan        | 1887–1891 | Demokrat     | 8. Oktober 1818 – 6. März 1905         |
| Horace Chilton               | 1891–1892 | Demokrat     | 29. Dezember 1853 – 12. Juni 1932      |
| Roger Quarles Mills          | 1892–1899 | Demokrat     | 30. März 1832 – 2. September 1911      |
| Charles Allen Culberson      | 1899–1923 | Demokrat     | 10. Juni 1855 – 19. März 1925          |
| Earle Bradford Mayfield      | 1923–1929 | Demokrat     | 12. April 1881 – 23. Juni 1964         |
| Thomas Terry Connally        | 1929–1953 | Demokrat     | 19. August 1877 – 28. Oktober 1963     |
| Marion Price Daniel          | 1953–1957 | Demokrat     | 10. Oktober 1910 – 25. August 1988     |
| William Arvis Blakley        | 1957      | Demokrat     | 17. November 1898 – 5. Januar 1976     |
| Ralph Webster Yarborough     | 1957–1971 | Demokrat     | 8. Juni 1903 – 27. Januar 1996         |
| Lloyd Millard Bentsen        | 1971–1993 | Demokrat     | 11. Februar 1921 – 23. Mai 2006        |
| Robert Charles Krueger       | 1993      | Demokrat     | 19. September 1935 – 30. April 2022    |
| Kathryn Ann Bailey Hutchison | 1993–2013 | Republikaner | * 22. Juli 1943                        |
| Rafael Edward Cruz           | seit 2013 | Republikaner | * 22. Dezember 1970                    |

## Klasse 2
Texas stellte bis heute 15 Senatoren der class 2:
| Name                     | Amtszeit  | Partei       | Lebensdaten                          |
| ------------------------ | --------- | ------------ | ------------------------------------ |
| Samuel Houston           | 1846–1859 | Demokrat     | 2. März 1793 – 26. Juli 1863         |
| John Hemphill            | 1859–1861 | Demokrat     | 18. Dezember 1803 – 3. Januar 1862   |
| vakant                   |           |              |                                      |
| Morgan Calvin Hamilton   | 1870–1877 | Republikaner | 25. Februar 1809 – 21. November 1893 |
| Richard Coke             | 1877–1895 | Demokrat     | 13. März 1829 – 14. Mai 1897         |
| Horace Chilton           | 1895–1901 | Demokrat     | 29. Dezember 1853 – 12. Juni 1932    |
| Joseph Weldon Bailey     | 1901–1913 | Demokrat     | 6. Oktober 1862 – 13. April 1929     |
| Rienzi Melville Johnston | 1913      | Demokrat     | 9. September 1849 – 28. Februar 1926 |
| John Morris Sheppard     | 1913–1941 | Demokrat     | 28. Mai 1875 – 9. April 1941         |
| Andrew Jackson Houston   | 1941      | Demokrat     | 21. Juni 1854 – 26. Juni 1941        |
| Wilbert Lee O’Daniel     | 1941–1949 | Demokrat     | 11. März 1890 – 11. Mai 1969         |
| Lyndon Baines Johnson    | 1949–1961 | Demokrat     | 27. August 1908 – 22. Januar 1973    |
| William Arvis Blakley    | 1961      | Demokrat     | 17. November 1898 – 5. Januar 1976   |
| John Goodwin Tower       | 1961–1985 | Republikaner | 29. September 1925 – 5. April 1991   |
| William Philip Gramm     | 1985–2002 | Republikaner | * 8. Juli 1942                       |
| John Cornyn              | seit 2002 | Republikaner | * 2. Februar 1952                    |